# Peperomia hartwegiana
Peperomia hartwegiana är en pepparväxtart som beskrevs av Friedrich Anton Wilhelm Miquel. Peperomia hartwegiana ingår i släktet peperomior, och familjen pepparväxter. Utöver nominatformen finns också underarten P. h. minutifolia.